# Cungrea
Cungrea est une commune du județ d'Olt en Roumanie.

## Démographie
Lors du recensement de 2011, 97,15 % de la population se déclarent comme roumains (2,84 % ne déclarent pas d'appartenance ethnique).
En 2011, la répartition des groupes confessionnels se présente comme suit :
- Orthodoxes (97,01 %)
- Inconnue (2,84 %)
- Autre (0,13 %)

## Politique
| Parti | Parti                                                 | Sièges |
| ----- | ----------------------------------------------------- | ------ |
|       | Parti social-démocrate (PSD)                          | 4      |
|       | Parti national libéral (PNL)                          | 4      |
|       | Alliance des libéraux et démocrates (ALDE)            | 2      |
|       | Union nationale pour le progrès de la Roumanie (UNPR) | 1      |